# Wettstetten
Wettstetten – miejscowość i gmina w Niemczech, w kraju związkowym Bawaria, w rejencji Górna Bawaria, w regionie Ingolstadt, w powiecie Eichstätt. Leży częściowo na terenie Parku Natury Altmühltal, w Jurze Frankońskiej, około 20 km na południowy wschód od Eichstätt.

## Demografia
Dane o ludności z 31 grudnia 2008:
| Opis                                | Ogółem | Ogółem | Kobiety | Kobiety | Mężczyźni | Mężczyźni |
| ----------------------------------- | ------ | ------ | ------- | ------- | --------- | --------- |
| Jednostka                           | osób   | %      | osób    | %       | osób      | %         |
| Populacja                           | 4785   | 100    | 2353    | 49,17   | 2432      | 50,83     |
| Wiek przedprodukcyjny (0–17 lat)    | 901    | 18,83  | 432     | 9,03    | 469       | 9,8       |
| Wiek produkcyjny (18–65 lat)        | 3115   | 65,1   | 1518    | 31,72   | 1597      | 33,38     |
| Wiek poprodukcyjny (powyżej 65 lat) | 769    | 16,07  | 403     | 8,42    | 366       | 7,65      |

## Polityka
Wójtem gminy jest Johann Mödl, poprzednio urząd ten obejmował Hans Mödl, rada gminy składa się z 16 osób.
|      | CSU | SPD | FWG | Razem |
| 2008 | 6   | 4   | 6   | 16    |
| 2002 | 6   | 4   | 6   | 16    |